# Radi clàssic de l'electró
El radi clàssic de l'electró, també conegut com a radi de Lorentz o longitud de dispersió de Thomson, indica la mida aproximada de l'electró si la seva massa fos generada exclusivament a partir de la seva energia potencial electroestàtica, sense tenir en compte efectes quàntics. És una quantitat obtinguda en un model clàssic (i.e. no-quàntic) relativista de l'electró i val
{\displaystyle r_{\text{e}}={\frac {1}{4\pi \varepsilon _{0}}}{\frac {e^{2}}{m_{\text{e}}c^{2}}}=2.8179403267(27)\times 10^{-15}{\text{ m}},}
on {\displaystyle e} és el càrrega elèctrica, {\displaystyle m_{\text{e}}} la massa de l'electró, {\displaystyle c} la velocitat de la llum, i {\displaystyle \varepsilon _{0}} la permitivitat d'espai lliure. Aquest valor numèric és més gran que el radi real del protó. En unitats cgs, el seu valor és
{\displaystyle r_{\text{e}}={\frac {e^{2}}{m_{\text{e}}c^{2}}}=2.8179403267(27)\times 10^{-13}{\text{ cm}}}
on (amb tres dígits significatius):
{\displaystyle e=4.80\times 10^{-10}{\text{ esu}},\quad m_{\text{e}}=9.11\times 10^{-28}{\text{ g}},\quad c=3.00\times 10^{10}{\text{ cm/s}}.}
Des d'un punt de vista modern, l'electró és una partícula puntual, és a dir amb càrrega puntual i sense extensió espacial i, per tant, intentar descriure-la com a partícula extensa és considerat una aproximació mal-concebuda i no pedagògica. Tanmateix, {\displaystyle r_{\text{e}}} és una quantitat útil quan considerem el límit clàssic de teories modernes implicant l'electró, com la dispersió de Thomson (no relativista) o la fórmula de Klein–Nishina (relativista). De fet, a distàncies més curtes que re, les fluctuacions quàntiques dins del buit que envolta un electró comencen a tenir efectes calculables que tenen conseqüències mesurables en processos de física atòmica i de partícules.

## Derivació
Utilitzant l'electrodinàmica clàssica, l'energia requerida per a ajuntar una esfera de densitat de càrrega constant, de radi {\displaystyle r_{\text{e}}} i càrrega {\displaystyle e} ésː
{\displaystyle E={\frac {3}{5}}\,\,{\frac {1}{4\pi \varepsilon _{0}}}{\frac {e^{2}}{r_{\text{e}}}}.}
Si la càrrega és a la superfície, l'energia és
{\displaystyle E={\frac {1}{2}}\,\,{\frac {1}{4\pi \varepsilon _{0}}}{\frac {e^{2}}{r_{\text{e}}}}.}
Si la càrrega té una distribució de tipus {\displaystyle \rho (r)={\frac {q}{4\pi Rr^{2}}},} per r≤R, l'energia és:{\displaystyle E={\frac {1}{4\pi \varepsilon _{0}}}{\frac {e^{2}}{r_{\text{e}}}}.}
Donat que aquestes fórmules ignoren els efectes quàntics, el radi d'electró clàssic no es pot considerat com la mida, ni real ni efectiva, d'un electró. No obstant, el seu valor correspon més o menys a l'escala de longitud a partir de la qual la renormalització esdevé important en electrodinàmica quàntica.
El radi d'electró clàssic fa part d'una tríada d'unitats de longitud relacionades, junt amb el radi de Bohr {\displaystyle a_{0}} i la longitud d'ona Compton de l'electró {\displaystyle \lambda _{\text{e}}}. El radi d'electró clàssic és construït a partir de la massa d'electró {\displaystyle m_{\text{e}}}, la velocitat de la llum {\displaystyle c} i la càrrega d'electró {\displaystyle e}. El radi de Bohr és construït a partir de {\displaystyle m_{\text{e}}}, {\displaystyle e} i de la constant de Planck {\displaystyle h}. La longitud d'ona de Compton és construïda a partir de {\displaystyle m_{\text{e}}}, {\displaystyle h}, i {\displaystyle c}. Així doncs, qualsevol d'aquestes tres longituds pot ser escrita en funció de les altres dues utilitzant la constant d'estructura fina {\displaystyle \alpha }ː
{\displaystyle r_{\text{e}}={\alpha \lambda _{\text{e}} \over 2\pi }=\alpha ^{2}a_{0}.}
Extrapolant l'equació inicial, qualsevol massa carregada pot ser imaginada per tenir un 'radi electromagnètic' similar al radi clàssic de l'electróː
{\displaystyle r={\frac {1}{4\pi \varepsilon _{0}}}{\frac {q^{2}}{mc^{2}}},}
on {\displaystyle q} és la càrrega i {\displaystyle m} la massa de l'objecte.